# Faith Global
Faith Global fue una banda británica de synthpop y New Wave compuesta por Stevie Shears (guitarra, bajo, sintetizador, piano), guitarrista original del grupo inglés de rock y también New Wave Ultravox!, y Jason Guy (voz, guitarra acústica).
Stevie Shears conoció a Jason Guy después de dejar Ultravox en 1978. Ambos forman el grupo New Men, que duró poco tiempo. Posteriormente, Shears se integró a Cowboys International mientras que Guy formó otra agrupación. Sin embargo, ambos continuaron manteniéndose en contacto, hasta que finalmente se reunieron para trabajar en estudio después de que el sello Survival Records les ofreciera dinero para ello.
Como resultado, Faith Global saca un EP llamado "Earth Report" en 1982 y el álbum "The Same Mistakes" en 1983. Después de este último lanzamiento, la banda se separa. Shears aún tocaba la guitarra en el año 2000.